# Stanisław Bohdanowicz (działacz harcerski)
Stanisław Bohdanowicz (ur. 1927, zm. 2 czerwca 2021) – Naczelnik ZHP w latach 1969–1974, socjolog, działacz Polskiego Czerwonego Krzyża i organizacji oświatowych. W latach 1979–1989 wiceprezes Zarządu Głównego PCK, od 2004 roku przewodniczący Kapituły Odznaki Honorowej PCK, od 1981 roku członek Krajowego Funduszu na Rzecz Dzieci i wiceprzewodniczący Krajowego Stowarzyszenia Pomocy Szkole.
Inicjator Patronatu ZHP nad budową Centrum Zdrowia Dziecka, Operacji „Bieszczady 40", harcerskiego ruchu naukowego i kulturalnego.

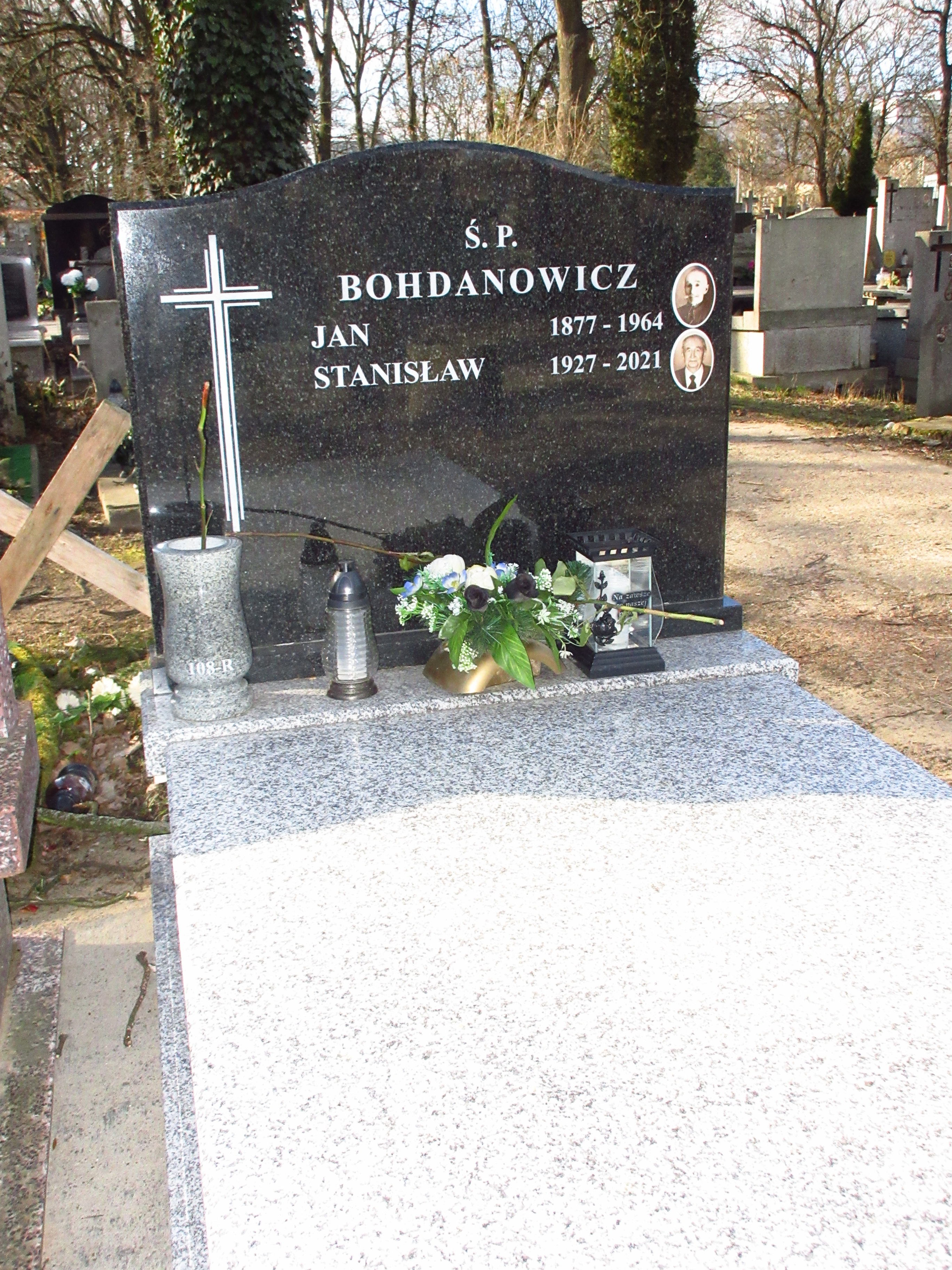
Grób Stanisława Bohdanowicza na Cmentarzu Bródnowskim.

Zmarł 2 czerwca 2021 roku w wieku 94 lat. Pochowany na cmentarzu Bródnowskim (kwatera 108R-1-34).

## Ordery i odznaczenia
Otrzmał m in. następujące odznaczenia:
- Krzyż Komandorski z Gwiazdą Orderu Odrodzenia Polski
- Krzyż Kawalerski Orderu Odrodzenia Polski
- Złoty Krzyż Zasługi
- Srebrny Krzyż Zasługi
- Medal 30-lecia Polski Ludowej
- Medal 40-lecia Polski Ludowej
- Złoty Medal „Za zasługi dla obronności kraju” (1973)[5]
- Srebrny Medal „Za zasługi dla obronności kraju”
- Brązowy Medal „Za zasługi dla obronności kraju”
- Medal Komisji Edukacji Narodowej
- Złoty Krzyż „Za Zasługi dla ZHP”
- Złoty Medal „Za Zasługi dla Pożarnictwa” (1968)[6]
- Złote Odznaczenie im. Janka Krasickiego
- Srebrne Odznaczenie im. Janka Krasickiego
- Medal "Za umacnianie przyjaźni" (nadany przez kierownictwo Wolnej Młodzieży Niemieckiej NRD, 1971)[7]